# Endach
Endach ist ein Dorf im Tiroler Unterinntal, und Stadtteil und Ortschaft von Kufstein. Es liegt im Süden der Stadtgemeinde.

## Geografie
Da der Stadtteil vom Rest der Stadt durch die Weißache getrennt ist, sagte man vor Jahrhunderten „enter der Ache“ (bairisch enter, ‚dahinter, drüben‘), was sich langsam in den Namen Endach änderte.
Der Stadtteil lässt sich unterteilen in:
- Endach – der alte Dorfkern
- Oberendach
- Weidach – als einziger Teil auf der anderen Seite der Ache

Nachbarortschaften:
|                                     | Morsbach (Stt. Zell, Gem. Kufstein)         | Weissach |
| Morsbach (Gem. Langkampfen)         | Kompassrose, die auf Nachbargemeinden zeigt |          |
| Unterlangkampfen (Gem. Langkampfen) | Schwoich (Gem.)                             |          |

## Geschichte
Der Stadtteil ist vor allem durch den verdichteten Wohnbau (Reihenhäuser, Hochhäuser) gekennzeichnet. Im östlichen, höher gelegenen Teil befinden sich Einfamilienhäuser und der Gewerbepark Süd.
Viele Gewerbe- und Einkaufszentren entstanden in den vergangenen Jahren entlang der Entwicklungsachse Salurner Straße.

## Kultur und Sehenswürdigkeiten
- Katholische Pfarrkirche Kufstein-Endach Heilige Familie

## Wirtschaft und Infrastruktur
In Endach befinden sich Einrichtungen wie das allgemein öffentliche Bezirkskrankenhaus Kufstein, die Kufsteiner Außenstelle der Lebenshilfe Tirol, das im Jahre 2004 größte Biomasseheizkraftwerk Österreichs sowie nebenan der neu errichtete Recyclinghof.

### Verkehr
Die Stadtbuslinien 1 und 2 sowie mehrere Regionalbuslinien fahren Endach an. Für 2012 war die Errichtung der ÖBB-Haltestelle Kufstein Süd geplant, die aber nicht realisiert wurde. Die Tiroler Straße B 171 und die Eiberg Straße B 173 führen durch den bzw. beginnen im Stadtteil, ebenso befindet sich die Autobahnausfahrt Kufstein Süd der Inntal-Autobahn A 12 in Endach.

### Schulen & öffentliche Einrichtungen
- Kindergarten Endach
- Lebenshilfe-Werkstätte Kufstein
- Bezirkskrankenhaus Kufstein
- Krankenschwesternschule
- Recyclinghof